# Aloe gariepensis
Aloe gariepensis ist eine Pflanzenart der Gattung der Aloen in der Unterfamilie der Affodillgewächse (Asphodeloideae). Das Artepitheton gariepensis leitet sich von ‚Gariep‘, der Bezeichnung der Khoi für den Fluss Oranje, ab.

## Beschreibung

### Vegetative Merkmale
Aloe gariepensis ist stammlos oder kurz stammbildend, wächst meist einzeln, verzweigt manchmal und bildet dann kleine Gruppen. Der Stamm ist aufrecht oder niederliegend und bei einzeln wachsenden Pflanzen bis zu 1 Meter lang. Er ist mit den Resten toter Blätter besetzt. Die lanzettlich spitz zulaufenden Laubblätter bilden dichte Rosetten. Ihre trübgrüne bis rötlich braune Blattspreite ist 30 bis 40 Zentimeter lang und 5 bis 8 Zentimeter breit. Auf der etwas linierten Blattoberfläche können weiße Flecken vorhanden sein. Die stechenden, rötlich braunen Zähne am hornigen Blattrand sind 2 bis 3 Millimeter lang und stehen etwa 10 Millimeter voneinander entfernt.

### Blütenstände und Blüten
Der einfache Blütenstand ist 80 bis 120 Zentimeter lang. Die dichten, schmal zylindrisch spitz zulaufenden Trauben sind 35 bis 50 Zentimeter lang und 7 Zentimeter breit. Die lanzettlichen Brakteen weisen eine Länge von etwa 25 Millimeter auf und sind 8 Millimeter breit. Im Knospenstadium sind sie ziegelförmig angeordnet. Die meist gelben oder grünlich gelben Blüten stehen an 15 bis 20 Millimeter langen Blütenstielen. Die Knospen sind gelegentlich rötlich. Die Blüten sind 23 bis 27 Millimeter lang und an ihrer Basis gerundet. Zu ihrer Mündung hin sind sie erweitert. Ihre äußeren Perigonblätter sind nicht miteinander verwachsen. Die Staubblätter und der Griffel ragen 5 bis 6 Millimeter aus der Blüte heraus.

## Systematik und Verbreitung
Aloe gariepensis ist in Namibia und der südafrikanischen Provinz Nordkap auf felsigen Hängen verbreitet.
Die Erstbeschreibung durch Neville Stuart Pillans wurde 1933 veröffentlicht. Ein Synonym ist Aloe gariusiana Dinter (1928, nom. inval. ICBN-Artikel 32.1c) 

## Nachweise